# Lissowe (Kamin-Kaschyrskyj)
Lissowe (ukrainisch Лісове; russisch Лесовое Lessowoje, polnisch Lisów) ist ein Dorf im Osten der ukrainischen Oblast Wolyn mit etwa 450 Einwohnern (2024).
Das erstmals 1577 schriftlich erwähnte Dorf liegt auf einer Höhe von 177 m, 13 km östlich vom ehemaligen Rajonzentrum Manewytschi und 75 km nordöstlich vom Oblastzentrum Luzk. Im Süden der Gemeinde verläuft die Fernstraße M 07 / E 373.
Am 12. Juni 2020 wurde das Dorf ein Teil der Siedlungsgemeinde Manewytschi; bis dahin bildete das Dorf zusammen mit dem Dorf Huta-Lissiwska (Гута-Лісівська) die gleichnamige Landratsgemeinde Lissowe (Лісівська сільська рада/Lissiwska silska rada) im Osten des Rajons Manewytschi.
Am 17. Juli 2020 wurde der Ort Teil des Rajons Kamin-Kaschyrskyj.

## Söhne und Töchter der Ortschaft
- Zygmunt Sierakowski (1826–1863), Stabsoffizier der russischen Armee, polnischer General und Führer des polnischen Januaraufstandes in Samogitien